# Tōru Okabe
Pour les articles homonymes, voir Okabe (homonymie).
Tōru Okabe (岡部 通, Okabe Tōru), né le 28 septembre 1889 - mort le 18 décembre 1961, est un général de l'Armée impériale japonaise durant la Seconde Guerre mondiale.
En 1941, il commande la 51e division japonaise. Sa division participe à la bataille de Wau en 1943.